# Nicoleta-Matilda Goleac
Nicoleta-Matilda Goleac (n. 17 septembrie 1968, București, România) este un deputat român, ales în 2020 din partea PSD. 